# Aphis farinosa
Aphis farinosa är en insektsart som beskrevs av J.F. Gmelin 1790. Aphis farinosa ingår i släktet Aphis och familjen långrörsbladlöss. Arten är reproducerande i Sverige.

## Underarter
Arten delas in i följande underarter:
- A. f. yanagicola
- A. f. farinosa

## Bildgalleri

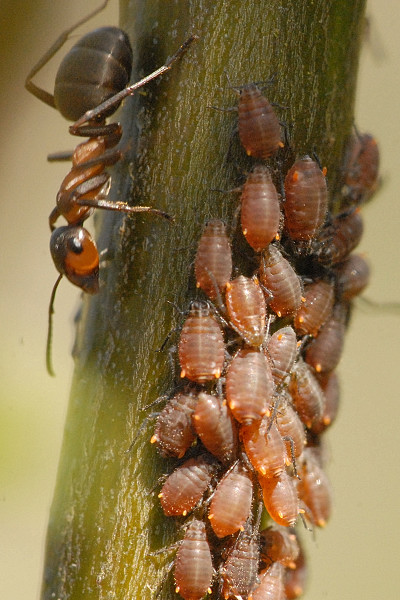